# カフェレーサー

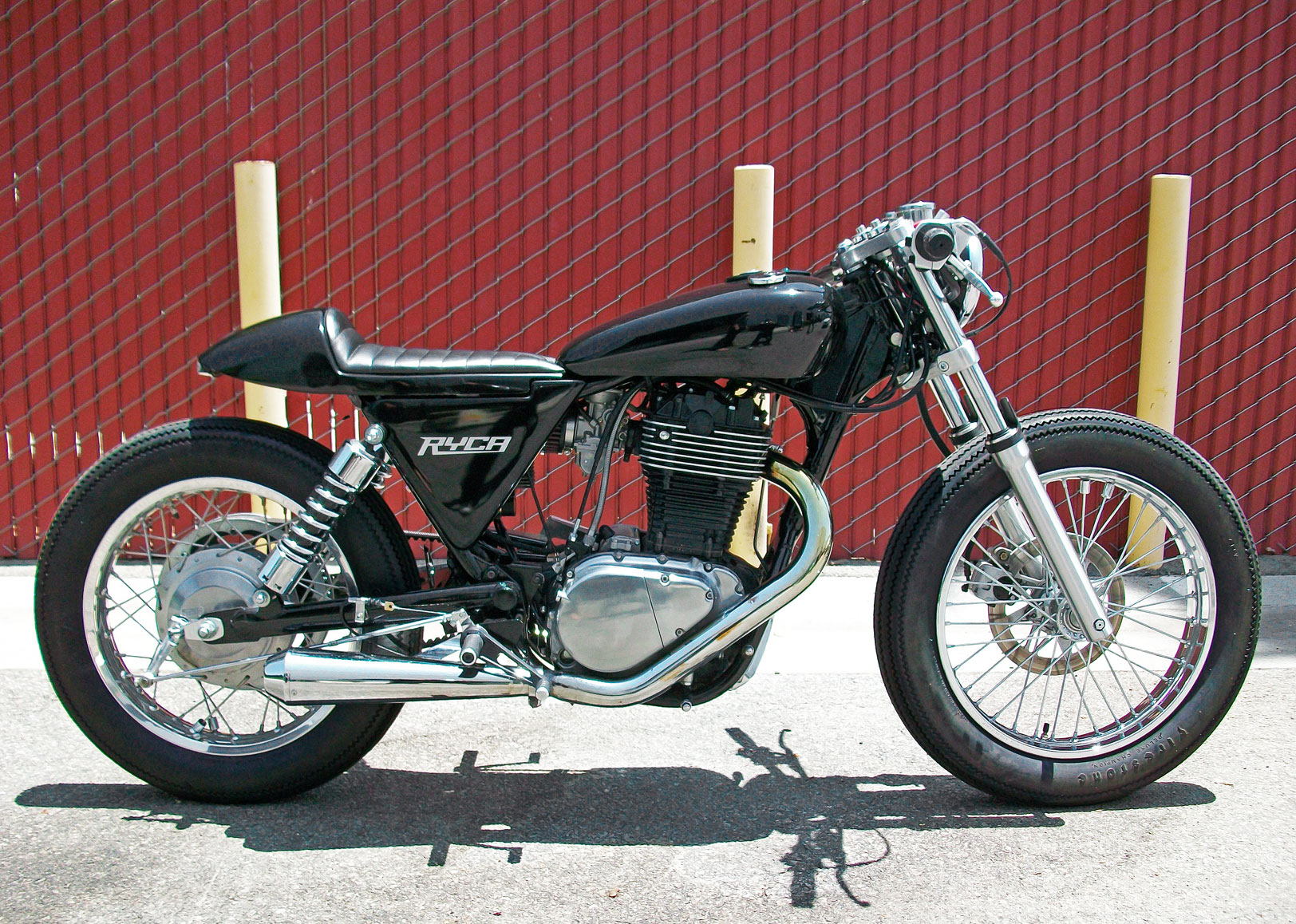
スズキS40をベースにしたカスタム車両

カフェレーサー(Cafe Racer)とはオートバイの改造思想、手法の一つである。イギリスのロッカーズ達が行きつけのカフェで、自分のオートバイを自慢し、公道でレースをするために「速く、カッコ良く」との趣旨で改造したことに端を発するとされる。

## 由来

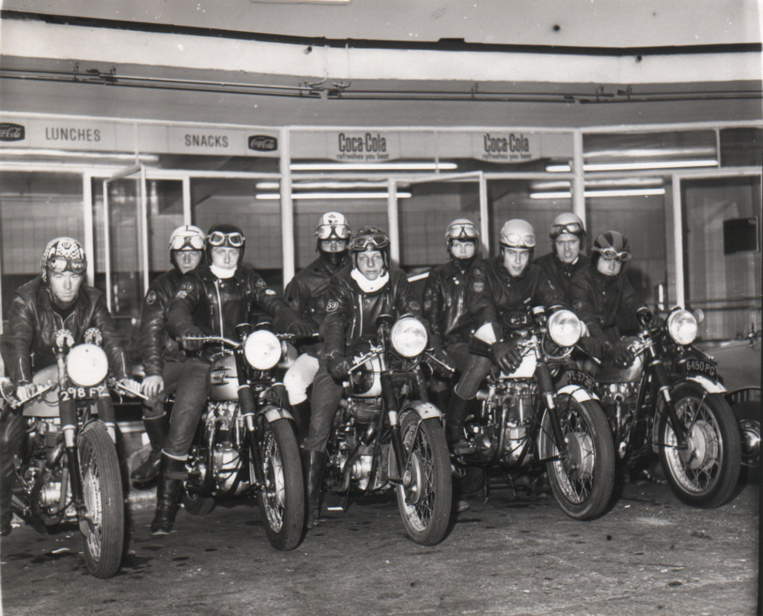
カフェレーサーに乗ってカフェの前に集まったロッカーズ

1960年代、ロンドンのカフェで唯一24時間営業だったエースカフェにはロッカーズと呼ばれる改造したオートバイに乗る若者達が毎夜のように集まっていた。
ロッカーズの間では店のジュークボックスにコインを入れて曲が始まると同時にスタートし、曲が終わるまでに店に戻ってくるという公道レースが流行していた。当初はレースに熱中するロッカーズらをカフェレーサーと呼んでいたが、次第に彼らのオートバイの改造スタイルを指すようになった。

## 特徴

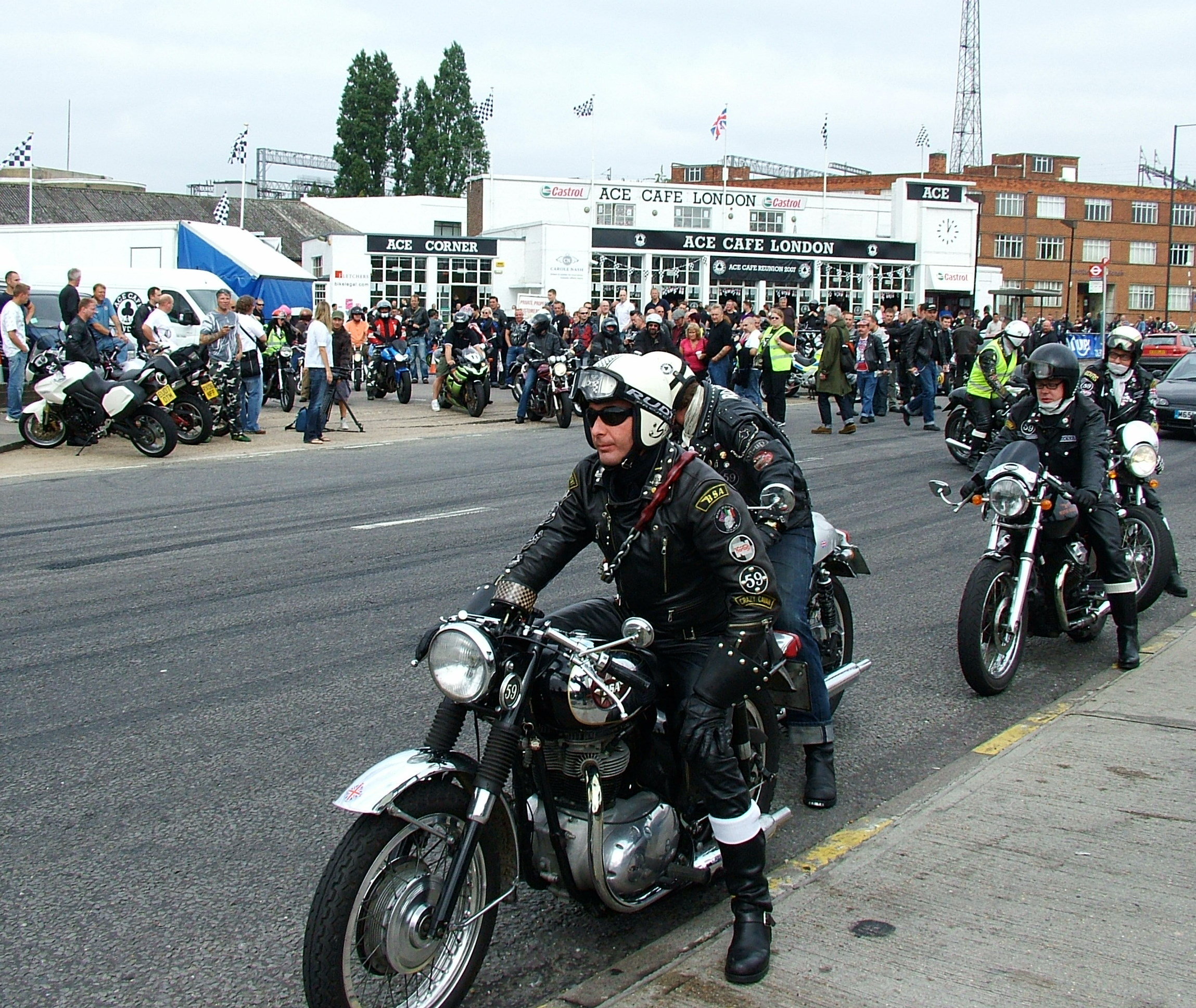
カフェレーサーに乗ってエースカフェの前に集まった愛好家（2007年）

改造スタイルとしてのカフェレーサーの特徴は、快適性や利便性を切り捨てて速度や旋回性能を追求し、外見は1960年代のグランプリロードレース車両を模倣したものである。
ロッカーズはノートン、トライアンフ、BSAなど当時のイギリスでは一般的なネイキッドを改造していたことから、これらのメーカーや近いスタイルの車両がベースとして選ばれる。
マフラーは円筒状で後方へ水平に延びるタイプ、燃料タンクは細長く小さな物が用いられる。シートは車体後方寄りに配置された一人乗りの物が用いられ、シートの後方には丸い盛り上がりが付けられる。ハンドルバーには低くて幅が狭い、セパレートハンドル(英: clip-ons)やコンチネンタルハンドル(英: clubmans, ace bars)）が用いられる。コンチネンタルハンドルは左右一体であるが1960年代当時の標準的なオートバイに比べると低く、やや前方にグリップが配置される形式のハンドルバーである。これらによって乗員は上体を伏せて乗車することができ、空気抵抗が少なく車体をコントロールしやすい姿勢で乗車できる。伏せた姿勢でも下肢が楽なように、ステップを後方に移動させたバックステップが付けられる場合や、1960年代のレース車両に用いられたカウルに見られる特徴を備えた形状のハーフカウル（日本ではロケットカウルやビキニカウルと呼ばれる）やフルカウルが取り付けられる場合もある。装飾的な部品や利便性のための装備などは撤去し車体も黒一色が主流であるが、公道でも合法的に走行できるよう灯火類やスタンドは残されており、手間や費用がかかるエンジンや駆動系の改造はせず市販状態のままが多い。
日本では1970年代から1980年代にかけて流行し、日本のメーカーはブームに応じる形で類するデザインのモデルを次々と発表した。個人による改造の他、各社から外観をカフェレーサー風に変更できるオプションが販売されている。

## その他
近年では世界的にトラッカースタイルやボバースタイルをカフェレーサーと呼ぶ向きもあるが、源流が全く異なるものでありこれは明らかに間違いである。
トラッカーはダートトラックレーサーの模倣であり、最低でもコンチハンドルとは大きく異なる「幅が広く、手前に大きく引き、アップ」したダートトラック特有のハンドルバーを用いたものがトラッカーとされ、それ以外のハンドルを装着したものは厳密にはトラッカーではない。また、俗に言う「トラッカーシート」を付ければ良いというものではない。実際のダートトラックレース車両でもハンドルバーは必要な装備であり、前述のトラッカーシートと言われる形状のシートカウルを付けている車両は実はごく一部である。
ボバーは1960年代以前のレース車両の模倣を源流とするものである。ダートトラックレーサーで使われているハンドルバーに近いものを装着する車両が多いが、これは単にダートを走る場合が多かったためであり、ダート「トラック」を走ったわけではない。特にこのボバースタイルの定義には曖昧な部分が多く、カフェレーサーでもなく、フルカウルのレーサーレプリカでもなく、アメリカンでもなく、トラッカーでもないデザインに対して付けられている場合が多い。それ自体は問題は無いが、他の確立されたスタイルと混同されて一緒くたになる事例も散見されるため、この単語の乱用には注意が必要である。

## カフェレーサースタイルの車種

### ヨーロッパ
- トライアンフ・スラクストン/R
- モト・グッツィ・V7カフェクラシック - V7クラシックを1973年に発売されたV7スポルト風に仕上げた派生車種
- モト・グッツィ・V7レーサー - 純正パーツでV7クラシックをオリジナルのカフェレーサースタイルとした限定モデル。
- ドゥカティ・スポーツ1000
- BMW・R90S
- ノートン・コマンド961カフェレーサー
- ビアンキ・ES250/1

### アメリカ

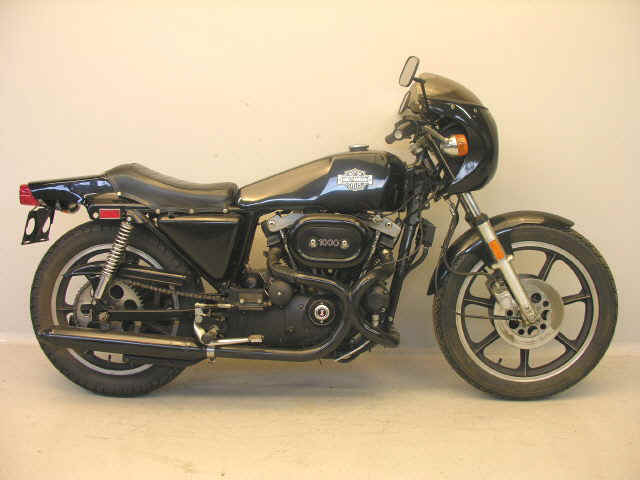
メーカー純正のカフェレーサー風車両（ハーレーダビッドソン・XLCR）

アメリカのバイク市場は、クルーザータイプが主流でありロードスポーツは少なく、カフェレーサーの人気も無かった。カフェレーサーブーム終盤の1977年、ハーレーダビッドソンはスポーツスター(XL)をベースにしたカフェレーサースタイルの「ハーレーダビッドソン・XLCR」をアメリカ市場向けに販売した。しかし、アメリカのハーレーダビッドソンの顧客はカフェレーサースタイルを受け入れなかった。また、XLCRの設計は運転しやすいクルーザーと比較して難易度が高かったこともあり、わずか3年間、合計台数約3,000台で生産が打ち切られた。しかし、後に台数の少なさが稀少価値に変わり、現在ではXLCRは世界的に高額で取引されるようになっている。

### カワサキ
- W800 - 純正オプションでカフェレーサースタイルのパーツが発売されている。
- W800 CAFE - W800 STREETをカフェレーサースタイルにした派生車種

### ホンダ
ホンダ・CBはカフェレーサースタイルへの改造パーツが多数発売されたほか、純正でもデザインに取り入れたモデルがある。
- DREAM CB400 FOUR - 1974年発売。初代はカフェレーサーの要素を取り入れた。
- DREAM CB400 FOUR - 1976年発売。1975年に実施された運転免許制度改正に合わせて中型限定免許の所有者向けに排気量を398ccとした日本国内専売の追加モデル。フラットハンドルのFOUR-IとアップハンドルのFOUR-IIの2モデルが販売された。
- DREAM CB750 FOUR-II -  1975年発売。型式名CB750F。CB750FOURと併売される形で追加されたカフェレーサースタイルを取り入れた派生モデル。4into1集合タイプマフラー・後輪シングルディスクブレーキ・小物入れ付シートカウルなどを装備し、安全面の配慮からテールランプ・ウインカーの大型化など外装面での変更を実施した。
- CB1100 - ホンダ直属のパーツメーカー無限より、カフェレーサースタイルのパーツが発売されている。
- ホンダ・GBシリーズ - 標榜していないが純正状態でカフェレーサー風の外観。
- DREAM 50

### ヤマハ
- ルネッサ - SRV250をイタリアンなカフェレーサースタイルにした派生車種
- SRV250 - ルネッサよりも英国風カフェレーサーを意識したSRV250の派生車種
- BOLT C-SPEC - BOLT R-SPECをベースにカフェレーサー風にカスタムした派生車種

### スズキ
- SV650X - SV650のメーカーカスタマイズモデル